# Črtasta pižamarka
Črtasta pižamarka (znanstveno ime Graphosoma lineatum) je vrsta stenice iz družine ščitastih stenic, razširjena v Evropi vključno z evropskim delom Rusije, predvsem na jugu celine v Sredozemlju, a jo najdemo vse do Skandinavije. Razširjena je tudi po vsej Sloveniji. Prehranjuje se s semeni kobulnic, med katerimi preferira janež.
Vrsta je zelo prepoznavna, z vpadljivim vzorcem črnih črt na živo rdeči podlagi. Gre za svarilno obarvanost (aposematizem), saj je zaradi obrambnih spojin, ki jih izloča, neužitna. Ličinke so varovalnih barv in težko vidne v vegetaciji, poleg tega pa so lahko manj vpadljivo obarvani tudi odrasli osebki prvo sezono. Ti imajo lahko rjavo osnovno barvo namesto rdeče, kar verjetno prav tako pomaga pri skrivanju v vegetaciji, čeprav imajo razvite žleze za izločanje obrambnih spojin.
Je dolgoživa vrsta, ki lahko preživi in se razmnožuje več kot eno sezono. Pozimi preide v stanje diapavze,  pogojeno z razmerjem med dolžino dneva in noči (fotoperiodo), ki je za razliko od večine ostalih stenic lahko ponavljajoča. V toplejših delih območja razširjenosti ima lahko dve generaciji letno, severneje pa samo eno.